# دم‌بادبزنی حنایی
دم‌بادبزنی حنایی (نام علمی: Rhipidura rufifrons) نام یک گونه از سرده دم‌بادبزنی است.